# Fantasy (chanson de Fei)
Pour les articles homonymes, voir Fantasy (homonymie).
"Fantasy" (coréen : 괜찮아 괜찮아, RR : gwaenchanh-a gwaenchanh-a) est une chanson de la chanteuse Fei, membre du girl group sud-coréen Miss A. Elle est mise en ligne le 21 juillet 2016 sous JYP Entertainment.

## Liste des pistes
| 1.    | Sweet Sexy Fei          | Park Jin-young           | Park Jin-young                                     | 3:13 |
| 2.    | Fantasy (괜찮아 괜찮아) | Park Jin-young           | Park Jin-young, Denzil 'DR' Remedios, Ryan S. Jhun | 3:26 |
| 3.    | One More Kiss           | Jo-ul (Princess Disease) | Jo-ul (Princess Disease)                           | 3:52 |
| 10:31 |                         |                          |                                                    |      |